# Geranomyia opinator
Geranomyia opinator is een tweevleugelige uit de familie steltmuggen (Limoniidae). De soort komt voor in het Neotropisch gebied.